# Professional Bull Riders

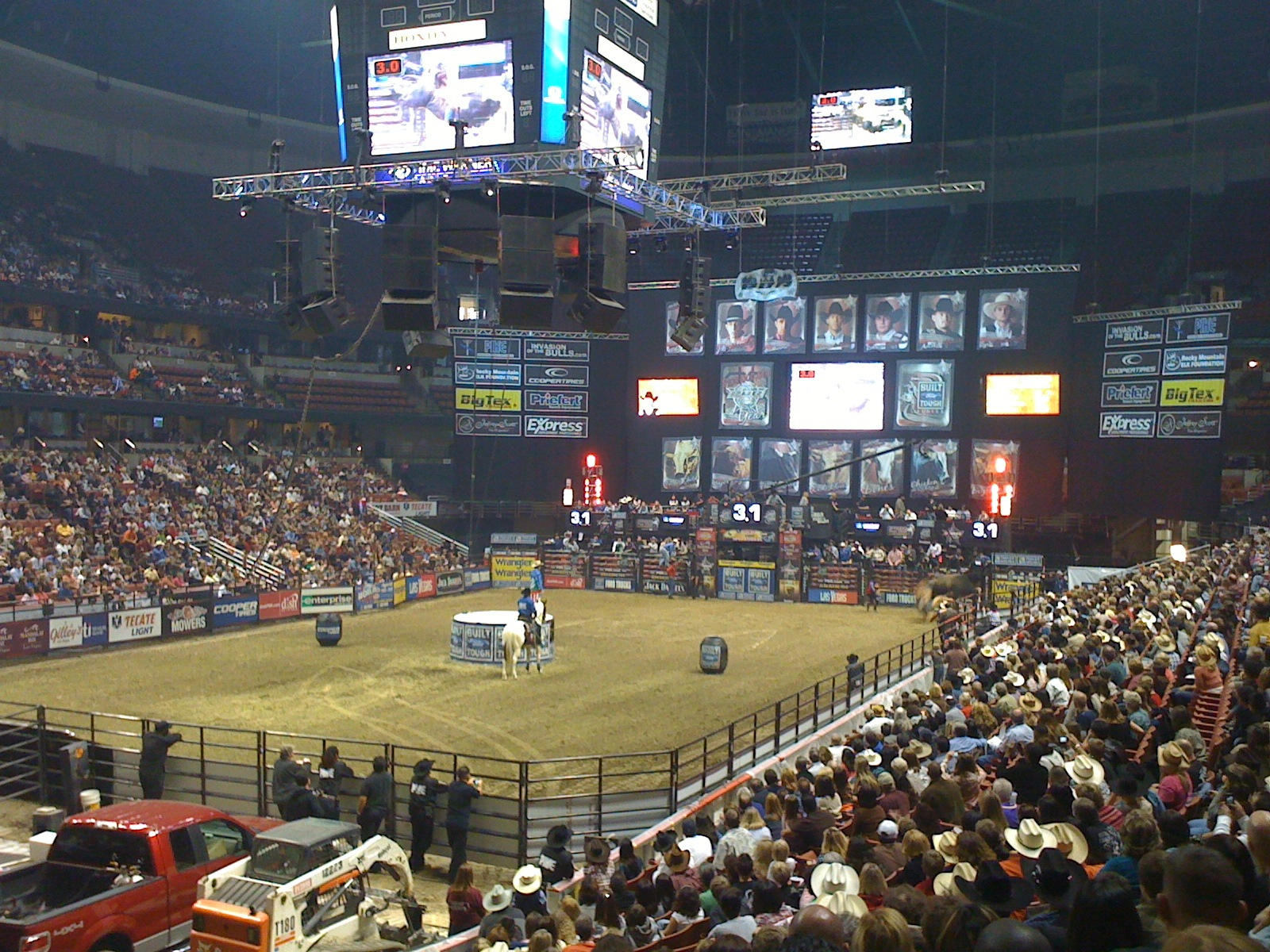
Tävlingen Tecate Light Invitational i Honda Center i Anaheim, Kalifornien i USA den 23 januari 2010.

Professional Bull Riders Inc., PBR, är en internationell idrottsorganisation tillika idrottsförbund som arrangerar professionell tjurridning i länderna Australien, Brasilien, Kanada, Mexiko, Nya Zeeland och USA. Den har fler än 1 200 utövare knutna till sig. PBR har totalt omkring tre miljoner åskådare på sina 300 tävlingar som arrangeras årligen och många visas i TV i uppemot 180 länder världen över. Sedan 2015 ägs PBR av den globala agenturen tillika medieföretaget William Morris Endeavor.
PBR domineras av de amerikanska och brasilianska utövarna, de som har blivit korade världsmästare sedan 1994 har nästintill varit uteslutande amerikaner och brasilianare förutom en gång. Det var 1998 när australiern Troy Dunn blev det. Fram till 2020 har det varit 15 gånger som en amerikan har blivit korad världsmästare medan det är elva gånger som en brasilianare har blivit det.

## Historik
Organisationen grundades i april 1992 på ett motell i Scottsdale i Arizona av utövarna David Bailey Jr., Clint Branger, Mark Cain, Adam Carrillo, Gilbert Carrillo, Cody Custer, Jerome Davis, Bobby Delvecchio, Mike Erikson, David Fournier, Michael Gaffney, Tuff Hedeman, Cody Lambert, Scott Mendes, Daryl Mills, Ty Murray, Ted Nuce, Aaron Semas, Jim Sharp och Brent Thurman. Syftet var att både kommersialisera tjurridningen och få den mer regelbunden för publiken. Innan var det enbart fristående tävlingar som arrangerades och det skapade inte den kontinuitet som krävs för att utveckla en sport rent kommersiellt. Det var också väldigt dåliga ersättningar som betalades ut till utövarna eftersom sporten var oreglerad och arrangörerna kunde göra lite hur de ville. Samtliga investerade 1 000 amerikanska dollar vardera i idrottsorganisationen och PBR har växt till att bli en global idrottsorganisation med nationella TV-avtal och stora företagssponsorer. 2007 köpte riskkapitalbolaget Spire Capital Partners en majoritetsaktiepost i PBR. Den 25 april 2015 köpte William Morris Endeavor hela PBR för en rapporterad summa på 100 miljoner amerikanska dollar.

## Världsmästare

### Utövare
De utövare som har haft flest poäng efter säsongsavslutningstävlingen PBR World Finals har blivit korade världsmästare.
| - 1994: Adriano Moraes - 1995: Tuff Hedeman - 1996: Owen Washburn - 1997: Michael Gaffney - 1998: Troy Dunn - 1999: Cody Hart - 2000: Chris Shivers - 2001: Adriano Moraes - 2002: Ednei Caminhas - 2003: Chris Shivers - 2004: Mike Lee - 2005: Justin McBride - 2006: Adriano Moraes - 2007: Justin McBride - 2008: Guilherme Marchi - 2009: Kody Lostroh - 2010: Renato Nunes - 2011: Silvano Alves - 2012: Silvano Alves - 2013: J.B. Mauney - 2014: Silvano Alves - 2015: J.B. Mauney - 2016: Cooper Davis - 2017: Jess Lockwood - 2018: Kaique Pacheco - 2019: Jess Lockwood - 2020: Jose Vitor Leme - 2021: Jose Vitor Leme - 2022: Daylon Swearingen - 2023: Rafael Jose de Brito - 2024: Cassio Dias - 2025: Jose Vitor Leme |

#### Antalet världsmästartitlar per nationalitet
| Nr | Nationalitet | Antal världsmästartitlar | %       |
| -- | ------------ | ------------------------ | ------- |
| 1  | USA          | 16                       | 50%     |
| 2  | Brasilien    | 15                       | 46,875% |
| 3  | Australien   | 1                        | 3,125%  |

### Tjurar
De tjurar som har korats världsmästare vid säsongsavslutningstävlingen PBR World Finals. Hur en tjur utses till världsmästare bestäms av en genomsnittlig poängsummering av tjurens åtta bästa avkastningar1 i grundserien och de två bästa avkastningarna1 under den nämnda tävlingen.
| - 1995: Bodacious - 1996: Baby Face - 1997: Panhandle Slim - 1998: Moody Blues - 1999: Promise Land - 2000: Dillinger - 2001: Dillinger - 2002: Little Yellow Jacket - 2003: Little Yellow Jacket - 2004: Little Yellow Jacket - 2005: Big Bucks - 2006: Mossy Oak Mudslinger - 2007: Chicken on a Chain - 2008: Bones - 2009: Code Blue - 2010: Bones - 2011: Bushwacker - 2012: Asteroid - 2013: Bushwacker - 2014: Bushwacker - 2015: Sweet Pro's Long John - 2016: Sweet Pro's Bruiser - 2017: Sweet Pro's Bruiser - 2018: Sweet Pro's Bruiser - 2019: Smooth Operator - 2020: Smooth Operator - 2021: Woopaa - 2022: Ridin' Solo - 2023: Ridin' Solo - 2024: Man Hater - 2025: Man Hater |

1 = En avkastning innebär att tjuren har kastat av utövaren inom

## Utövare som har vunnit mest prispengar
De utövare som har vunnit mest prispengar i sina karriärer.
| Nr  | Utövare          |           | Prispengar    |
| --- | ---------------- | --------- | ------------- |
| 1.  | J.B. Mauney      | USA       | $7 432 584,12 |
| 2.  | Silvano Alves    | Brasilien | $6 108 488,98 |
| 3.  | Guilherme Marchi | Brasilien | $5 333 428,48 |
| 4.  | Justin McBride   | USA       | $5 186 799,35 |
| 5.  | Jess Lockwood    | USA       | $4 209 995,35 |
| 6.  | Chris Shivers    | USA       | $3 923 994,43 |
| 7.  | Mike Lee         | USA       | $3 913 035,62 |
| 8.  | Jose Vitor Leme  | Brasilien | $3 336 368,90 |
| 9.  | Kody Lostroh     | USA       | $3 263 027,20 |
| 10. | Adriano Moraes   | Brasilien | $3 085 286,06 |